# 小行星6566
小行星6566（英語：6566 Shafter）是一颗围绕太阳公转的小行星。1992年10月25日，浦田武在清水町发现了此天体。
这颗小行星的绝对星等为205.01640等。